# Mariano Ambrosio Cateriano

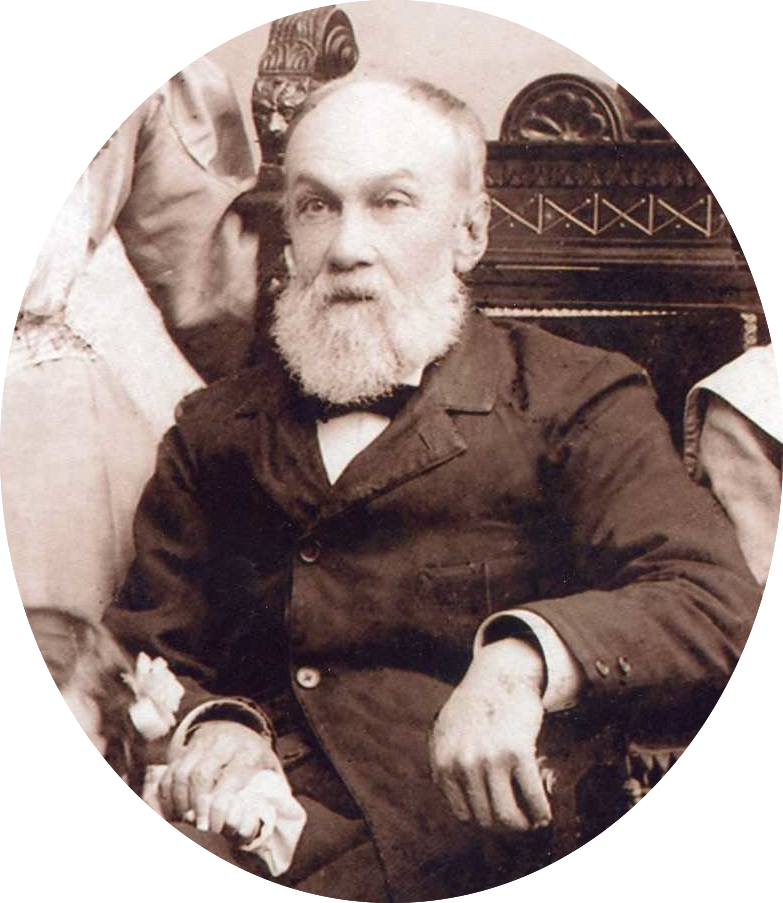
Mariano Ambrosio Cateriano

Mariano Ambrosio Cateriano (Arequipa, 11 de diciembre de 1829 - 15 de julio de 1915) fue un historiador, literato, catedrático y orador peruano. Rector del Colegio Nacional de la Independencia Americana y de la Universidad Nacional de San Agustín, participó en la agitación cívica de la Arequipa del siglo XIX y estuvo más tarde abocado al estudio de la historia eclesiástica de esta importante ciudad del sur del Perú.

## Biografía
Fue hijo de Teodoro Cateriano y Bejarano y de Brígida Rivera y Artieda, y nieto de Juan Nicolás Cateriano, María de Bejarano y Zúñiga, Mariano de Rivera y Chavaler y  Francisca Artieda y Tapia. Fue hermano de José Andrés Cateriano y Rivera, vocal de las cortes de Cajamarca y Tacna, y de Manuela del Dulce Nombre de Jesús Cateriano, monja y priora del Monasterio de Santa Catalina. Inició sus estudios en el Seminario de San Jerónimo, pasó luego al Colegio de La Merced y cursó estudios superiores en la Universidad Nacional de San Agustín, donde obtuvo los grados de doctor en economía política y derecho. Entre 1855 y 1875 fue catedrático en el Colegio Nacional de la Independencia Americana, vicerrector del mismo entre 1868 y 1870, bajo el rectorado del Deán Juan Gualberto Valdivia Cornejo, de quien fuera alumno y cercano colaborador, y rector entre los años 1871 y 1875.
Estuvo a la cabeza del grupo de intelectuales arequipeños cuyo manifiesto contra el Tratado Vivanco y Pareja publicado en la hoja política “La Guillotina” desencadenó en Arequipa el levantamiento popular del 28 de febrero de 1865, a la cabeza del cual se puso el propio prefecto Mariano Ignacio Prado y que terminó derribando al gobierno del general José Antonio Pezet. El grupo estaba integrado por José Moscoso Melgar, Eliodoro del Prado (quienes serían más tarde alcaldes de la ciudad) y el abogado Cayetano Sánchez. El incendiario manifiesto empezaba diciendo: "!Pueblos del Perú, incorporaos!. Sacudid vuestros miembros adormecidos: la Patria está vendida; su gloria eclipsada". Según el tribuno liberal Francisco Mostajo: “Cateriano centraba a sus compañeros, porque era el de mayor prestancia en la acción y la palabra. Al auspicio de su hogar y su gentileza, congregábanse, como en ateneo privado para la charla amical sobre literatura, filosofía, historia, jurisprudencia, economía y sobre la inevitable cuestión política palpitante”. El mismo Mostajo precisa: “Cateriano era orador hasta en su literatura y su conversación. ¿Cómo no lo sería en la plaza pública, en época en que el comicio era la vida de Arequipa?”.
En 1883 fue rector de la Universidad Nacional de San Agustín. Fue también diputado en el Congreso de Arequipa y Oficial Mayor del Ministerio de Relaciones Exteriores en el gobierno provisional del contralmirante Lizardo Montero establecido en la ciudad de Arequipa durante la ocupación de Lima por el ejército chileno. Elegido regidor del Concejo Provincial en diversos períodos, fue vocal de la Corte Superior de Arequipa entre 1893 y 1904. “La honradez de su conciencia brilló en la magistratura –añade Mostajo-. El, anticipándose a una corriente aún incomprendida en nuestro foro, antepuso la justicia a la legalidad. Jamás consintió que los formulismos ahogasen el derecho”. Fue asiduo colaborador del diario “La Bolsa” y publicó  artículos de su especialidad en y de temas políticos en otros medios periodísticos. Presidió también la Sociedad Progresista y fue miembro del Club Literario de Arequipa.

## La obra
La pasión de Cateriano por la historia eclesiástica salió a relucir en la polémica que sostuvo con José Toribio Polo acerca de los obispos de Arequipa y que recogió [[Manuel de 
Odriozola]] en su "Colección de documentos literarios del Perú" (1877). En 1881 aparecieron sus Tradiciones 
de Arequipa o recuerdos de antaño, relatos de sabor local en la línea del tradicionalista Ricardo Palma, a quien Cateriano celebra en el prólogo de su obra: “Quien dijo tradiciones, dijo ‘Ricardo Palma’ y esto no porque el supradicho hay sido el único que puso manos en el asunto, sino porque ha sabido menearlo con primoroso donaire”. El crítico Estuardo Núñez, que se encargó de reeditarlas en 1973, señala: "La ambientación romántica de los 19 relatos que componen el volumen corre pareja con el estilo un tanto recargado (...). Pero los relatos se estructuran con buen criterio y los asuntos mantienen la sugestión y el suspenso hasta el final (...). Su aporte enriquece el panorama de la prosa del romanticismo peruano". Según Víctor Sánchez-Moreno "(...) a través de las diecinueve estampas costumbristas ....se dibuja nítidamente la huella de los documentos fidedignos en los cuales se fundó Cateriano para escribir estos trabajos". 
Luego publicó Ojeada 
sobre la vida de monseñor Juan Gualberto Valdivia (1884), estudio biográfico del tribuno arequipeño que lo tuvo entre sus discípulos predilectos; 
Recuerdos del ilustrísimo señor don Pedro José Chaves de la Rosa, obispo de Arequipa (1888), El ayo del Libertador del mediodía de América ante la sociedad actual 
(1890), opúsculo en el que se ocupa de la vida de Simón Rodríguez y en particular de su estancia en Arequipa y el artículo La Catedral de Arequipa, inserto en el libro "Arequipa" de [Jorge Polar], (1891). En la Revista Histórica del Instituto Histórico del Perú aparecieron los artículos  Hospital de San Juan de Dios de Arequipa (1907),  Don Juan Domingo Zamácola" (1908), primera aproximación a la vida y obra de este historiador y clérigo,  y una descripción del pueblo de Cayma (1909). En 1908 fueron publicadas sus Memorias de los ilustrísimos señores obispos de Arequipa, donde reúne las biografías de los obispos de la diócesis con algunas cartas pastorales y otros escritos hasta entonces inéditos. Para Eusebio Quiroz Paz Soldán, Cateriano “es un clásico de la historia eclesiástica arequipeña (...) un auténtico historiador, que nos ha legado valiosísimos aportes acerca de temas fundamentales de historia eclesiástica arequipeña, fruto de la consulta de documentos que no se había compulsado con rigor y seriedad anteriormente”.

## Obras
- Tradiciones de Arequipa o recuerdos de antaño. Arequipa. Imprenta de la Municipalidad por Lorenzo Benavides, 1881.  2.ª edición, Lima, Librería Studium, 1973. Edición y prólogo de Estuardo Núñez.
- Ojeada sobre la vida de monseñor Juan Gualberto Valdivia. Arequipa. Imp. La Bolsa, 1884.
- Recuerdo del ilustrísimo señor don Pedro José Chaves de la Rosa, obispo de Arequipa. Arequipa, 1888.
- El ayo del Libertador del mediodía de América ante la sociedad actual. Arequipa. Tipografía Cáceres, 1890.
- Memorias de los ilustrísimos señores obispos de Arequipa. Arequipa. Tip. Quiroz, 1908.
- “La Catedral de Arequipa”. En: Jorge Polar. Arequipa. Descripción y estudio social. Arequipa, Tipografía Mercantil, 1891.
- “Hospital de San Juan de Dios de Arequipa”. En: Revista Histórica, II, Lima, 1907.
- “Don Juan Domingo Zamácola”. En: Revista Histórica, III, Lima, 1908.
- “Caima”. En: Revista Histórica, IV, Lima, 1909.
- Obras. Edición de Eusebio Quiroz Paz Soldán. Arequipa, Universidad Nacional de San Agustín, 1996.